# Ljubo Kirov
Ljubomir Cvetanov Kirov, detto Ljubo (in bulgaro Любомир Цветанов Киров?; Pleven, 26 ottobre 1972), è un cantante, musicista e imprenditore bulgaro.

## Biografia
Ljubo Kirov ha avviato la propria attività musicale col gruppo musicale Te, con cui ha inciso due album in studio ed è stato membro integrante fino alla fine del 2006, quando ha deciso di intraprendere un percorso da solista. Ha fondato la società di produzione di sua proprietà, la My Sound Universe, nel 2014; essa è in collaborazione con la Virginia Records e l'Artvent.
Il secondo disco di inediti Kakto predi, uscito nel giugno 2018, ha superato le 1 000 vendite fisiche, venendo certificato oro dalla Bulgarian Association of Music Producers. Kirov è stato incluso nella prima lista di Forbes Bulgaria delle migliori celebrità bulgare dell'anno successivo, così come in quella del 2021. Ha ricoperto il ruolo di mentore a Glasăt na Bălgarija per due stagioni consecutive.
Nell'aprile 2022 ha pubblicato l'album di inediti Celuni me, risultato quello più venduto nei formati fisici dell'intero anno secondo la BAMP; l'artista ha quindi conseguito il suo miglior posizionamento nella classifica annuale della divisione bulgara di Forbes (10º posto). Nell'estate 2023 ha tenuto una tournée musicale, risultata quella più redditizia di un artista pop dell'anno nelle sue dieci date, negli oltre 25 000 biglietti venduti e un incasso pari a 1,5 milioni lev.
Nel gennaio 2024 ha posato per la copertina mensile di Forbes Bulgaria ed è finito alla 9ª posizione nella classifica delle migliori personalità dell'anno precedente stilata dalla medesima rivista.
È stato l'artista più premiato (3) dell'edizione annuale della gala musicale di BG Radio, occasione in cui è stato eletto il miglior artista, nel maggio 2025.

## Discografia

### Da solista

#### Album in studio
- 2010 – Ljubo 2010
- 2018 – Kakto predi
- 2022 – Celuni me
- 2024 – Novo sărce

#### Album dal vivo
- 2012 – Live
- 2020 – Kakto predi: Live 2019

#### Album di remix
- 2022 – Lubo Kirov: Remixed

#### Raccolte
- 2017 – Znam: Naj-dobroto Ljubo Kirov

#### Singoli
- 2012 – I Can't Get Over (con Mr Moon)
- 2017 – Săništa bez kraj (con gli Avenju)
- 2018 – Letim
- 2019 – Ne bih mogăl (con Pavell & Venci Venc')
- 2020 – Moga (con Mihaela Marinova)
- 2020 – Samo ti
- 2020 – Ravnovesie (con Jordan Karadžov)
- 2020 – Ti možeš
- 2021 – Celuni me
- 2021 – Kăde njama vreme (con Stenli e Hristo Mutafčiev)
- 2022 – Usešta se sila
- 2023 – Veče njama kak (con Dara)
- 2023 – Ako sme dvama
- 2023 – Vosăčen geroj
- 2024 – Vselena (con Mihaela Marinova)
- 2024 – Novo sărce
- 2024 – Poslednoto rešenie
- 2024 – Vsičko e nared
- 2025 – Pak s teb (con Ženi Lečeva e Ivan Lečev)

### Te

#### Album in studio
- 2001 – Mestoimenija
- 2003 – Različen

#### Album video
- 2005 – Unplugged

## Libri
- #Selfmade: Ljubo Kirov - Vsičko e imalo smisăl. Catch a Story, 2022, ISBN 9786199182345.